# Parlament Gabonu
Parlament Gabonu - główny organ władzy ustawodawczej w Gabonie. Ma charakter bikameralny i składa się ze Zgromadzenia Narodowego oraz Senatu. 
W skład Zgromadzenia Narodowego wchodzi 120 deputowanych wybieranych na pięcioletnią kadencję w wyborach bezpośrednich. Senat składa się ze 102 członków wybieranych na sześć lat przez radnych zasiadających we władzach lokalnych.   